# Косе Канаока
Косе Канаока (яп. 巨勢 金岡, こせかなおか 802 — бл. 897) — аристократ і придворний художник раннього періоду Хейан.

## Відомості про кар'єру
Попри те, що прадід Канаоки Косе Ноаші був із молодої аристократичної родини, і всього лише носив титул чунаґон, його багатий художній талант був визнаний імператорським двором, що дозволило йому потрапити під опіку впливових осіб, таких як імператор Уда та Фуджівари но Мотоцуне. З 868 по 872 рік він керував садом Шінсен-ен при імператорському дворі, та в процесі завів дружні стосунки з такими інтелектуалами епохи, як Мічізане Сугавара та Хасео Кі.
Припускається, що саме він сприяв розвитку і поглибленню унікального стилю японського живопису ніхонґа, та створенню ямато-е, який був вільний від впливу китайського стилю кара-е. Наступні покоління його нащадків сформували об'єднання художників, відоме як Косева, яке мало значний вплив на придворний та буддійський живопис. Однак жодна з їх робіт не збереглася.
Косе Канаоці присвячений храм Канаока, де, за переказами, сам він і жив. Храм розташований у місті Сакай, префектурі Осака.
У місті Ітамі, префектура Хіого, є назва місця під назвою «Шімідзу», яка походить від того факту, що Косе Канаока використовував воду поблизу нинішнього району «Шімідзу Сан-Чьоме» під час малювання. Крім того, водойма, що бере свій початок у цій місцевості, також відома як "Дощовий магістральний водогін Канаоки".
У Кіото родина Косе здавна була прихожанами монастрия Хонно, а під час інциденту у монастирі Хонно постраждали як могили, так і родинні картини наступних поколінь родини Косе. Могила родини Косе досі існує на території перенесеного храму Хонно і є однією з небагатьох могил, що залишилися у спадок від часів, коли храм був знищений пожежею.

## Сім'я
- Батько: Косе Аріюкі або Косе Уджімуне [1]
- Мати: невідомо
- Дружина: невідомо
  - Син: Косе Комочі [2]
  - Хлопці: Косе Кмітада [2]
  - Прийомна дитина: Косе Соран - фактично племінник Канаоки